# Avon (Utah)
Avon es un lugar designado por el censo ubicado en el condado de Cache en el estado estadounidense de Utah. En el año 2000 tenía una población de 306 habitantes y una densidad poblacional de 42 personas por km². Avon se localiza dentro de los límites metropolitanos de la ciudad de Logan.

## Geografía
Avon se encuentra ubicado en las coordenadas 41°32′1″N 111°48′53″O / 41.53361, -111.81472. Según la Oficina del Censo, la localidad tiene un área total de 7,3 km² (2,8 mi²), de la cual toda la superficie es tierra.

## Demografía
Según la Oficina del Censo en 2000, había 306 personas y 77 familias residentes en el lugar, 96,08% de los cuales eran personas blancas, 3,6% isleños del Pacífico y 0,33 de raza afroamericana. Menos del 2% constituían otras razas incluyendo hispanas.
Los ingresos medios por hogar en la localidad eran de $39,250, y los ingresos medios por familia eran $41,875. Los hombres tenían unos ingresos medios de $26,250 frente a los $26,094 para las mujeres. La renta per cápita para la localidad era de $13,875. Alrededor del 5.1% de la población estaban por debajo del umbral de pobreza, ninguno de los cuales eran ancianos mayores de 65 años.